# Måns Hedberg
Måns Hedberg (Bollnäs, 14 dicembre 1993) è un ex snowboarder svedese.

## Biografia
Specializzato nello slopestyle e nel big air e attivo a livello internazionale 16 marzo 2013, data in cui Hedberg ha debuttato in Coppa del Mondo, giungendo 85º nello slopestyle di Špindlerův Mlýn, ha ottenuto il suo primo podio il 17 gennaio 2014 a Stoneham, chiudendo 2º nella gara vinta dal finlandese Petja Piiroinen. Ha ottenuto la prima vittoria il 5 marzo successivo a Kreischberg.
In carriera ha preso parte a una rassegna olimpica e a tre iridate.

## Palmarès

### Coppa del Mondo
- Vincitore della Coppa del Mondo generale di freestyle nel 2014
- Vincitore della Coppa del Mondo di slopestyle nel 2014
- Miglior piazzamento nella Coppa del Mondo di big air: 13º nel 2019
- 2 podi:
  - 1 vittoria
  - 1 secondo posto

#### Coppa del Mondo - vittorie
| Data         | Luogo       | Paese   | Disciplina |
| ------------ | ----------- | ------- | ---------- |
| 6 marzo 2014 | Kreischberg | Austria | SBS        |

Legenda:

SBS = Slopestyle